# Lesley Pearse
Lesley Pearse, född 24 februari 1945, är en brittisk författare som sålt över 10 miljoner böcker världen över.

## Karriär
Pearse började skriva när hon var 35 år gammal, men blev inte publicerad förrän hon var 48.

## Böcker
- Georgia	(1993)
- Tara	(1994)
- Charity (1995)
- Ellie	(1996)
- Camellia	(1997)
- Rosie	(1998)
- Charlie	(1999)
- Never Look Back	(2000)
- Trust Me	(2001)
- Father Unknown	(2002)
- Till We Meet Again	(2002)
- Remember Me	(2003)
- Secrets	(2004)
- A Lesser Evil	(2005)
- Hope	(2006)
- Faith	(2007)
- Gypsy	(2008)
- Stolen	(2010)
- Belle	(2011)
- The Promise	(2012)
- Forgive Me	(2013)
- Survivor	(2014)
- Without a Trace	(2015)
- Dead to Me	(2016)
- The Woman in the Wood (2017)
- The House Across the Street (2018)

## Privatliv
Pearse bor i Devon, England. Pearse har tre döttrar och 3 barnbarn. Hennes andra make var med i ett rockband på 1960-talet.